# 阿部正桓
阿部 正桓（あべ まさたけ）は、江戸末期の大名、明治から大正期の日本の華族。位階勲等爵位は従二位勲四等伯爵。阿部家宗家14代目の当主で、備後国福山藩の第10代（最後）の藩主で、同藩初代（最後）知藩事。

## 生涯
浅野懋昭（安芸広島藩主・浅野重晟の孫）の三男（広島藩の第12代藩主・浅野長勲の実弟）として誕生した。初名は浅野元次郎。
戊辰戦争最中の慶応4年（1868年）、18歳で備後国福山藩9代藩主・阿部正方の養子となり、名を正桓と改め、5月20日に福山城へ入って家督を継ぐ。実際には、正方は前年末に死去しており、それを隠しての入嗣であった。そのため、正方の死は翌月6月になって公表された。
同年の福山藩は、年明け早々から新政府に恭順し、新政府から派遣された広島藩軍が福山に入城した。福山藩は伊予国松山への出兵、播磨国西宮の警護、大阪府天保山砲台の警護などにあたった。また正桓も藩主就任直後の明治元年（1868年）9月に箱館戦争への出兵を命じられ、10月2日に総督・岡田吉顕（伊右衛門）、参謀・江木鰐水（繁太郎）以下696名が鞆から船に乗り、函館（北海道）へと向かい、戦功をあげた。
翌明治2年（1869年）2月、正桓は版籍奉還を願い出て、同年8月に福山藩知藩事（藩知事）に任命される。こうした中、正桓は藩政改革を開始し「福山藩職員令」を発布して、従来の家老を中心とした藩組織を大参事を中心とした近代的な組織へと改め、人事も刷新した。
しかし明治4年（1871年）7月、廃藩置県により正桓は知藩事を罷免され、同時に東京府への上京を命じられることになった。そして同年9月に正桓が福山を出立しようとしたところ、この上京に反対した民衆が福山城下に集まり、一部が暴徒化して藩兵に鎮圧される事件が発生した。しかも騒動はこれで収まらず、藩内各地に飛び火して打ちこわしや放火が相次いで発生した。これに対し、正桓は自ら説得に当たるなどし、結局出発は11月まで延期されることになった。
東京府東京市本郷区（現在の東京都文京区）に移り住んだ正桓は、明治17年（1884年）伯爵に叙される。明治18年（1885年）9月、福山教育義会会長として旧藩校誠之館の維持に努める。
大正3年（1914年）、従二位に叙され、同年に死去した。享年64。
養子として旧姫路藩主酒井伯爵家に入った次男・忠正は、農林大臣などを歴任した。

## 栄典
- 1884年（明治17年）7月7日 - 伯爵[2]
- 1885年（明治18年）7月13日 - 勲四等旭日小綬章[3]
- 1900年（明治33年）6月20日 - 従三位[4]

## 系譜
- 父：浅野懋昭
- 母：不詳

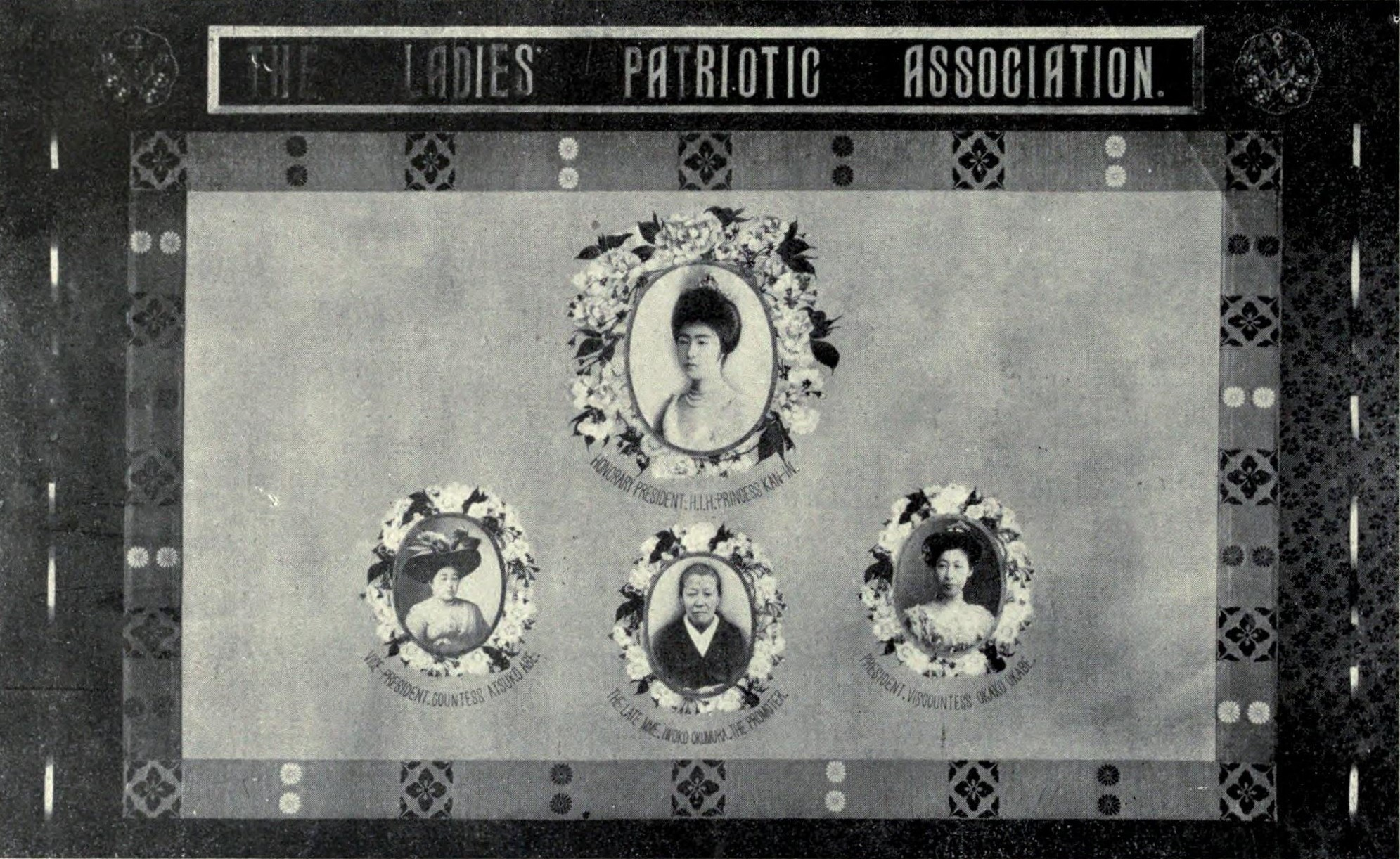
後妻の篤子（左下）。愛国婦人会副会長時代（のち会長）

- 養父：阿部正方（1848年 - 1867年）
- 先妻：寿子（1850年 - 1884年）（福山藩第7代藩主・阿部正弘六女、福井藩主・松平茂昭の養女）
- 後妻：篤子（1867年 - 1941年）（蓮池藩主・鍋島直紀女。華族女学校卒[5]、愛国婦人会会長などを務めた[6]）
  - 長女：貞子（1887年 - 1966年） - 小笠原長幹妻
  - 長男：阿部正直（1891年 - 1966年）
  - 次男：酒井忠正（1893年 - 1971年） - 酒井忠興の婿養子
- 養子
  - 男子：阿部正義 - 明治13年（1880年）に福井士族狛家から迎えた養子で、妻は先代阿部正方の妹・恪子。明治22年（1889年）に離縁し、分家の旧旗本阿部家の養子となった。